# رالف كوك
رالف كوك (بالهولندية: Ralph Kok)‏ هو لاعب كرة مضرب هولندي، ولد في 18 أكتوبر 1967.

## وصلات خارجية
- رالف كوك على موقع رابطة محترفي التنس (الإنجليزية)
- رالف كوك على موقع الاتحاد الدولي لكرة المضرب (الإنجليزية)
- رالف كوك على موقع خلاصة التنس.كوم (الإنجليزية)